# Pelegrina pallidata
Pelegrina pallidata är en spindelart som först beskrevs av Pickard-Cambridge F. 1901.  Pelegrina pallidata ingår i släktet Pelegrina och familjen hoppspindlar. Inga underarter finns listade i Catalogue of Life.